# Sân bay Gamba
Sân bay Gamba (IATA: GAX, ICAO: FOGX) là một sân bay ở Gamba, tỉnh Ogooué-Maritime, Gabon.